# Conza della Campania

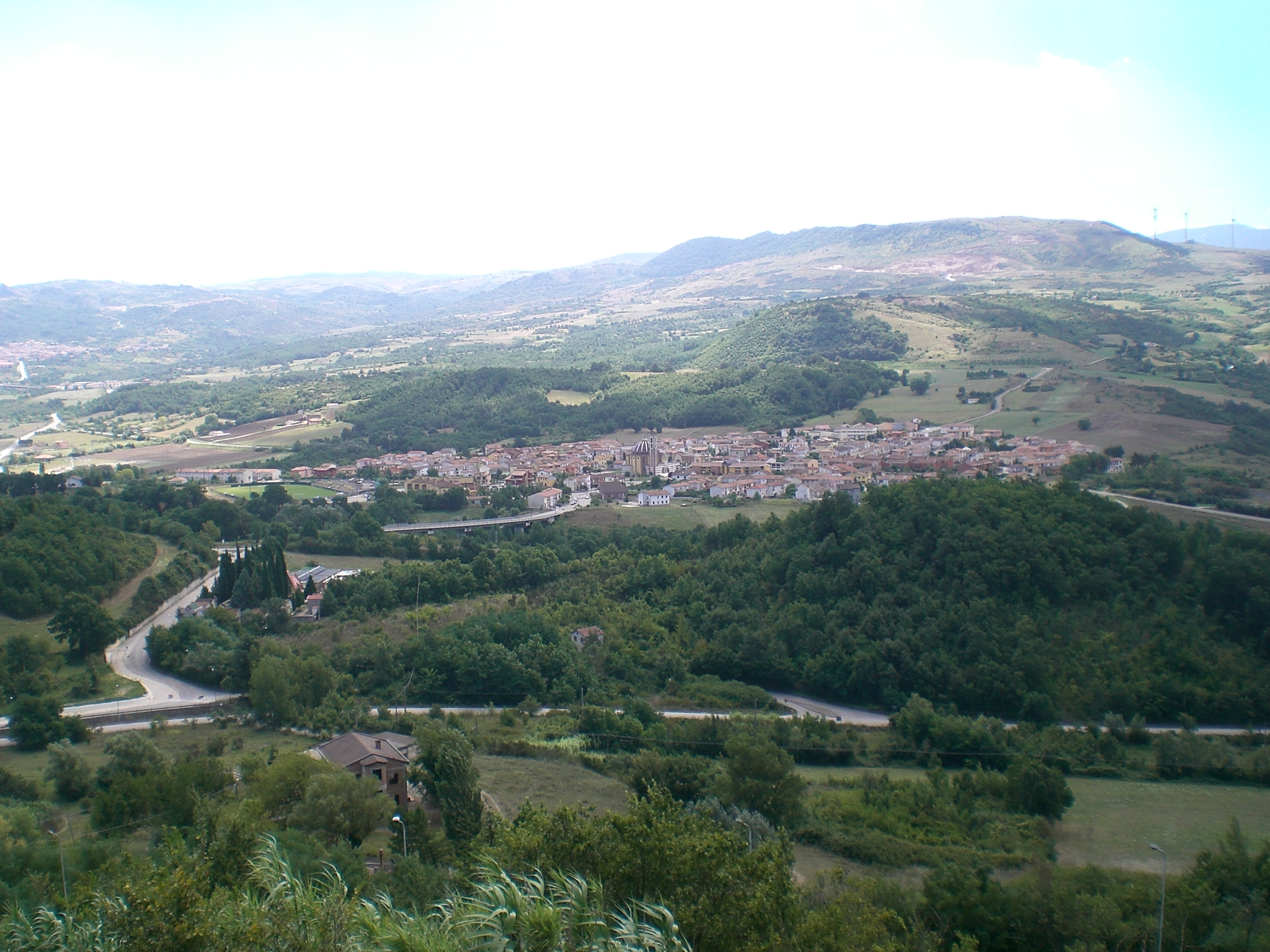
Blick auf den Ort Conza

Conza della Campania (lateinisch Compsa) ist eine italienische Gemeinde mit 1266 Einwohnern (Stand 31. Dezember 2023) in der Provinz Avellino in der Region Kampanien. Der Ort ist Teil der Bergkommune Comunità Montana Alta Irpinia.

## Geografie
Die Nachbargemeinden sind Andretta, Cairano, Caposele, Castelnuovo di Conza (SA), Morra De Sanctis, Pescopagano (PZ), Sant’Andrea di Conza und Teora.

## Geschichte
Der Ort wurde beim Erdbeben in der Irpinia 1980 fast völlig zerstört.

## Verkehr
Der Bahnhof Conza-Andretta-Cairano liegt einige Kilometer nördlich des Ortes an der im Personenverkehr nicht mehr bedienten Bahnstrecke Avellino–Rocchetta Sant’Antonio.

## Wichtige Persönlichkeiten
- Johannes von Compsa († 617), spätantiker Rebell
- Alfonso Gesualdo (1540–1603), Erzbischof von Conza